# Elly en Rikkert

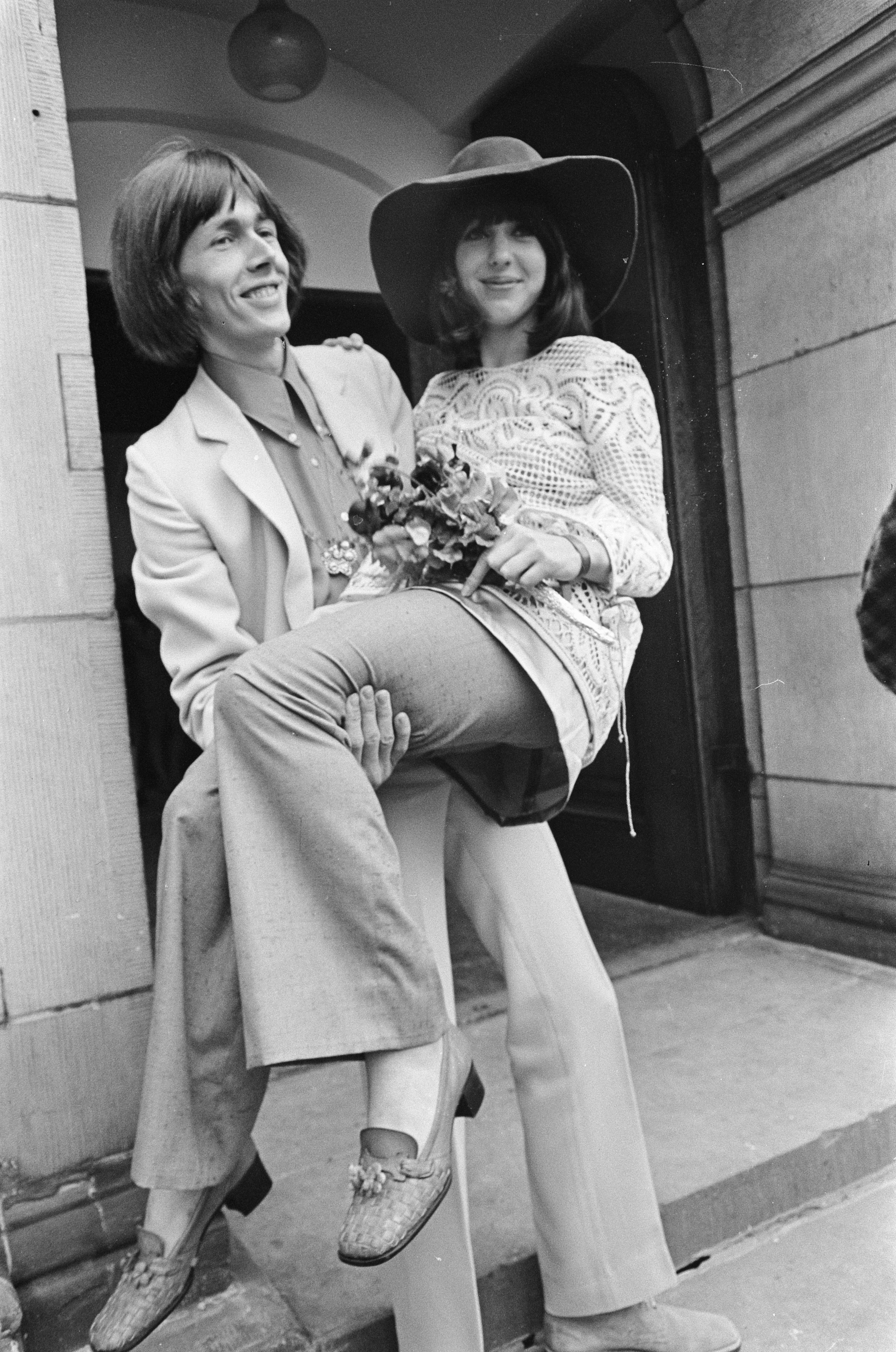
Mariage d'Elly & Rikkert (1968)

Elly en Rikkert sont un couple de chanteurs de chansons à tendances chrétiennes connu aux Pays-Bas dans les années 1960 et 1970.